# Enterprise Square
Enterprise Square (企業廣場 или Энтерпрайз-скуэр) — высотный офисно-торговый комплекс, расположенный в Гонконге, в округе Куньтхон. Построен в 1992 — 2007 годах в стиле модернизма и постмодернизма по проекту компании P & T Architects & Engineers. Девелопером Enterprise Square является компания Kerry Properties. Отдельные башни комплекса объединяет 6-этажный подиум, в котором расположены автостоянка, большая автобусная станция, жилые и торговые помещения, а также сад на крыше.
В состав комплекса входят:
- Две 55-этажные офисные башни Enterprise Square 5 (183 метра), построенные в 2004 — 2007 годах. Крупнейшим арендатором одной из башен является Hang Seng Bank[2][3].
- 41-этажная офисная башня Enterprise Square 3 (175 метров), построенная в 2001 — 2004 годах. В небоскрёбе имеется 15 лифтов, 3 эскалатора и почти 240 парковочных мест[4][5][6].
- 33-этажная офисная башня Enterprise Square 2 (139 метров), построенная в 2001 году. В небоскрёбе имеется 7 лифтов и 2 эскалатора[7].
- 24-этажный офисно-торговый центр Enterprise Square (80 метров), построенный в 1992 году. В центре имеется 100 парковочных мест[8].
- 19-этажный торговый центр MegaBox, построенный в 2007 году. Центр площадью 100 тыс. м² имеет 1000 парковочных мест, более 140 магазинов и ресторанов, каток MegaIce и кинотеатр[9].

- Enterprise Square
- MegaBox и Enterprise Square 5
- MegaBox, Enterprise Square 5 и Enterprise Square 3
- Enterprise Square 3 и MegaBox
- MegaBox